# Digitaria iburua
Digitaria iburua är en gräsart som beskrevs av Otto Stapf. Digitaria iburua ingår i släktet fingerhirser, och familjen gräs. Inga underarter finns listade i Catalogue of Life.